# Monk’s Lode
Monk's Lode ist der Name eines zumindest teilweise künstlich angelegten Kanals in der englischen Grafschaft Cambridgeshire, welcher zu den Cambridgeshire Lodes gezählt wird. Er verbindet den Ort Wicken über den Wicken Lode und den Reach Lode mit dem River Cam sowie mit dem New River.

## Verlauf
Der Monk's Lode entsteht etwas südöstlich von Wicken, im Norden des Wicken Fens aus dem New River. Er fließt in einem flachen Rechtsbogen insgesamt nach Westen, ehe er im nördlichen Teil des Wicken Fens in den Wicken Lode einmündet.
Auf seinem Lauf durchfließt der Monk's Lode den Wicken Fen und nimmt mehrere Entwässerungskanäle auf.

## Geschichte
Der Ursprung des Monk's Lodes geht vermutlich auf die Römerzeit zurück. Anders als der Wicken Lode spielte der Monk's Lode nur eine sehr untergeordnete Rolle als Handelsweg.
Der Monk's Lode ist heute nicht mehr mit Booten befahrbar.